# Fonologia do Holandês
A fonologia holandesa é semelhante à de outras línguas germânicas ocidentais.
Enquanto a ortografia do holandês é oficialmente padronizada por uma organização internacional (a Dutch Language Union), a pronúncia não tem um padrão oficial e se baseia em um padrão de facto documentado em obras de referência como A fonética do inglês e do holandês por Beverley Collins e Inger M Mees,  A fonologia do holandês por Geert Booij,  Holandês por Carlos Gussenhoven,  Holandês belga padrão por Jo Verhoeven  ou dicionários de pronúncia como Uitspraakwoordenboek  ("Dicionário de Pronúncia") por Josée Heemskerk e Wim Zonneveld. 
O Holandês padrão tem dois padrões principais de pronúncia: Norte e Belga. O holandês padrão do norte é o sotaque de maior prestígio nos Países Baixos. Está associado a alto status, educação e riqueza. Embora seus falantes pareçam estar concentrados nas províncias da Holanda do Norte, Holanda do Sul e Utrecht (especialmente na região de Randstad), ele não pode ser considerado um dialeto regional. Muitas vezes é impossível dizer onde seus falantes nasceram ou foram criados. O holandês padrão belga é usada pela grande maioria dos jornalistas flamengos.  

## Consoantes
A tabela a seguir mostra as consoantes do holandês:
|             |             | Labial | Alveolar | Pós- alveolar | Dorsal | Glotal |
| ----------- | ----------- | ------ | -------- | ------------- | ------ | ------ |
| Nasal       | Nasal       | m      | n        |               | ŋ      |        |
| Plosiva     | Surda       | p      | t        |               | k      | ( ʔ )  |
| Plosiva     | Sonora      | b      | d        |               | ( ɡ )  |        |
| Fricativa   | Surda       | f      | s        | ( ʃ )         | x      |        |
| Fricativa   | Sonora      | v      | z        | ( ʒ )         | ɣ      | ɦ      |
| Aproximante | Aproximante | ʋ      | l        |               | j      |        |
| Rótica      | Rótica      |        | r        | r             | r      |        |

### Ensurdecimento e assimilação final
A dessonorização final do holandês de todos as consoantes obstruintes no final das palavras, como é parcialmente refletido na ortografia. O "z" sonoro no plural huizen [ˈɦœy̑zə] torna-se huis [ɦœy̑s] ('casa') no singular. Além disso, duiven [ˈdœy̑və] se torna duif [dœy̑f] ('pombo'). Os outros casos são sempre escritos com a consoante sonora, mas um surdo é na verdade pronunciado: o "d" no plural baarden [ˈbaːrdə] é retido no singular baard ('barba'), mas a pronúncia do último é [baːrt], e o plural ribben [ˈrɪbə] tem singular rib ('costela'), pronunciado [rɪp].
Devido a assimilação, o inicial /v z ɣ/ da próxima palavra é também muitas vezes surdo: het vee ('gado') é [(ɦ)ət feː]. O oposto pode ser verdadeiro para outras consoantes: ik ben ('eu sou') [ɪg bɛn].

## Vogais
O holandês possui um extenso inventário de vogais, consistindo de treze vogais simples e pelo menos três ditongos. As vogais podem ser agrupadas como frental não arredondada, frontal arredondada, central e traseira. Eles também são tradicionalmente distinguidos pelo comprimento ou tensão. As vogais /eː, øː, oː/ estão incluídas em um dos mapas de ditongos mais abaixo, porque no holandês do Norte as percebem como ditongos, mas elas se comportam fonologicamente como os outros monotongos longos.

### Monotongos

Monotongos do holandês padrão do norte, de Gussenhoven (1999)

Monotongos do holandês belga padrão, de Verhoeven (2005). O schwa não é mostrado.

Alofones holandeses de monotongos não arredondados, de Collins & Mees (2003). As vogais pretas ocorrem antes de no holandês padrão e no holandês Randstad, e a vogal vermelha ocorre antes de.

Alofones holandeses de monotongos arredondados, de Collins & Mees (2003). As vogais petras ocorrem antes de no holandês padrão e no holandês Randstad, e a vogal azul ocorre antes de.

|                 | Anterior        | Anterior    | Anterior    | Anterior | Central | Posterior | Posterior |
| não arredondada | não arredondada | arredondada | arredondada |          | Central | Posterior | Posterior |
| relaxada        | tensa           | relaxada    | tensa       | relaxada | Central | tensa     |           |
| --------------- | --------------- | ----------- | ----------- | -------- | ------- | --------- | --------- |
| Fechada         | ɪ               | i           | ʏ           | y        |         | (ʊ)       | u         |
| Média           | ɛ               | eː          |             | øː       | ə       | ɔ         | oː        |
| Aberta          |                 |             |             |          |         | ɑ         | aː        |

|                 | Anterior        | Anterior    | Anterior    | Anterior | Posterior | Posterior |
| não arredondada | não arredondada | arredondada | arredondada |          | Posterior | Posterior |
| oral            | nasal           | oral        | nasal       | oral     | nasal     |           |
| --------------- | --------------- | ----------- | ----------- | -------- | --------- | --------- |
| Fechada         | iː              |             | yː          |          | uː        |           |
| Média           | ɛː              | ɛ̃ː          | (œː)        | (œ̃ː)     | ɔː        | ɔ̃ː        |
| Aberta          |                 |             |             |          | (ɑː)      | ɑ̃ː        |